# Liponeura deceptiva
Liponeura deceptiva is een muggensoort uit de familie van de Blephariceridae. De wetenschappelijke naam van de soort is voor het eerst geldig gepubliceerd in 1968 door Vaillant.